# Andrzej Hennel
Andrzej Hennel (ur. 1949) – polski fizyk, doktor habilitowany, profesor nadzwyczajny Uniwersytetu Warszawskiego, specjalista w zakresie fizyki ciała stałego. Syn Jana Hennela, wnuk Tadeusza Hennela i pisarza oraz publicysty Bolesława Szczepkowskiego (PSB tom 47, str. 375). Mąż Teresy Chynczewskiej-Hennel.

## Życiorys
W latach 1971–2001 był nauczycielem akademickim Uniwersytetu Warszawskiego. W 1992 został profesorem nadzwyczajnym tej uczelni. Był zatrudniony w Instytucie Fizyki Doświadczalnej im. Stefana Pieńkowskiego Wydziału Fizyki UW. W latach 1978–1980 pracował w Uniwersytecie Piotra i Marii Curie w Paryżu, a w latach 1984–1986 w Massachusetts Institute of Technology w Cambridge (USA). Był pomysłodawcą, twórcą i pierwszym dyrektorem Międzywydziałowych Indywidualnych Studiów Matematyczno-Przyrodniczych Uniwersytetu Warszawskiego (1992–2001).
Zajmuje się hobbistycznie genealogią, jest polskim kuratorem największego internetowego drzewa genealogicznego świata – Geni.